# Orkut Büyükkökten

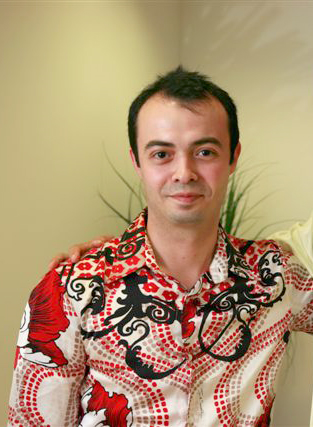
Orkut Büyükkökten (2007)

Orkut Büyükkökten (* 6. Februar 1975 in Konya) ist ein türkischer Softwareingenieur, der die sozialen Netzwerkdienste Club Nexus, inCircle und Orkut entwickelte.

## Leben
Büyükkökten stammt aus der türkischen Provinz Konya. Er erhielt seinen Grad Bachelor of Science in Computeringenieurwesen und Informationswissenschaften an der Bilkent-Universität in der türkischen Hauptstadt Ankara.
Orkut Büyükkökten ist auch ein ehemaliger Produktmanager bei Google.
Im Jahre 2008 heiratete Orkut Büyükkökten, der als Moslem offen schwul lebt, seinen Freund und Lebenspartner Derek Holbrook.

## Veröffentlichungen
Konferenzveröffentlichungen
- Orkut Buyukkokten, Héctor García-Molina, Andreas Paepcke "Seeing the Whole in Parts: Text Summarization for Web Browsing on Handheld Devices". The 10th International WWW Conference (WWW10). Hong Kong, China - 1.–5. Mai 2001.[2]
- Oliver Kaljuvee, Orkut Buyukkokten, Hector Garcia-Molina, Andreas Paepcke "Efficient Web Form Entry on PDAs". The 10th International WWW Conference (WWW10). Hong Kong, China - 1.–5. Mai 2001.[3]
- Orkut Buyukkokten, Hector Garcia-Molina, Andreas Paepcke "Accordion Summarization for End-Game Browsing on PDAs and Cellular Phones". Human-Computer Interaction Conference 2001 (CHI 2001). Seattle, Washington - 31. März–5. April 2001.[4]
- Orkut Buyukkokten, Hector Garcia-Molina, Andreas Paepcke. "Focused Web Searching with PDAs". The 9th International WWW Conference (WWW9). Amsterdam, Netherlands - 15.–19. Mai 2000.[5]
- Orkut Buyukkokten, Hector Garcia-Molina, Andreas Paepcke, Terry Winograd. "Power Browser: Efficient Web Browsing for PDAs". Human-Computer Interaction Conference 2000 (CHI 2000). The Hague, The Netherlands - 1.–6. April 2000.[6]
- Arturo Crespo, Orkut Buyukkokten, Hector Garcia-Molina. "Efficient Query Subscription Processing in a Multicast Environment". 16th International Conference on Data Engineering (ICDE). San Diego, CA, USA, 29. Februar–3. März 2000.[7]

Workshop-Veröffentlichungen
- Orkut Buyukkokten, Hector Garcia-Molina and Andreas Paepcke "Text Summarization of Web pages on Handheld Devices." Proceedings of Workshop on Automatic Summarization 2001 held in conjunction with NAACL 2001 (NAACL 2001), Juni 2001.[8]
- Orkut Buyukkokten, Junghoo Cho, Hector Garcia-Molina and Luis Gravano "Exploiting geographical location information of web pages" Proceedings of Workshop on Web Databases (WebDB'99) held in conjunction with ACM SIGMOD'99, Juni 1999.[9]

Zeitungen
- Orkut Buyukkokten, Oliver Kaljuvee, Hector Garcia-Molina, Andreas Paepcke and Terry Winograd "Efficient Web Browsing on Handheld Devices using Page and Form Summarization" ACM Transactions on Information Systems (TOIS), Volume 20, Issue 1, Januar 2002.[10]
- Dominic Hughes, Orkut Buyukkokten and James Warren "Empirical Bi-action Tables: a Tool for the Evaluation and Optimization of Text Input Systems, Application I: Stylus Keyboards" ACM Transactions on Computer-Human Interaction (TOCHI), Special Issue on Mobile Text Entry. Volume 17, Issues 2 & 3, 2002.[11]
- Arturo Crespo, Orkut Buyukkokten and Hector Garcia-Molina "Query Merging: Improving Query Subscription Processing in a Multicast Environment." IEEE Transactions on Knowledge and Data Engineering. Volume 15, 2003.[12]